# Lez
Lez – miejscowość i dawna gmina we Francji, w regionie Oksytania, w departamencie Górna Garonna. W 2013 roku populacja ówczesnej gminy wynosiła 62 mieszkańców. 
W dniu 1 stycznia 2019 roku z połączenia dwóch ówczesnych gmin – Lez oraz Saint-Béat – powstała nowa gmina Saint-Béat-Lez. Siedzibą gminy została miejscowość Saint-Béat. 